# Fáy István (zeneszerző)
Fáy István gróf (Kassa, 1807. augusztus 12. – Füles, 1862. március 17.) zeneszerző, műgyűjtő, máltai lovag.

## A fáji kastély
Fáji kastélyában évente háromszor „muzsikai akadémiákat” rendezett. Neves könyvtárral és műgyűjteménnyel rendelkezett, mintegy száz festményt a kastélyban állított ki. Könyvtára és gyűjteménye halála után szétszóródott.
Ő készíttette Marco Casagrande szobrásszal a fáji kastélyban ma is látható domborműveket.

## Főműve
A Régi magyar zene gyöngyei című híres, öt füzetből álló gyűjteménye 1857 és 1860 közt jelent meg Bécsben. Ebben tévesen közöl a megelőző században élt Czinka Panna műveiből is (a Czinkának tulajdonított művek 19. századi keletkezésűek). A magyar zene története című műve kéziratban maradt.

## A Liszt-vitában
Fáy egy cikkében, a Vasárnapi Ujságban finoman megvédte Liszt Ferencet, miután Magyarországon óriási felháborodást keltett a zeneszerző 1859-ben megjelent hírhedt „cigánykönyve” (Des Bohémiens et de leur musique en Hongrie), amelyben indiai eredetűnek nevezte a korábban még általa is magyar nemzeti zenének titulált magyar cigányzenét. Ő is tudatában volt Liszt tévedésének, de ezt írta: „azért hazafiságát ne bántsuk, mert ő sok áldozatot tett a haza oltárára, ámbár nem szóval, de tettel volt hazafi. Ő reá büszke lehet a nemzet. Talán csak elhamarkodásból történt állítása.”

## Külső hivatkozások
- Fáj, Fáy-kastély